# Antiwildplasinstallatie

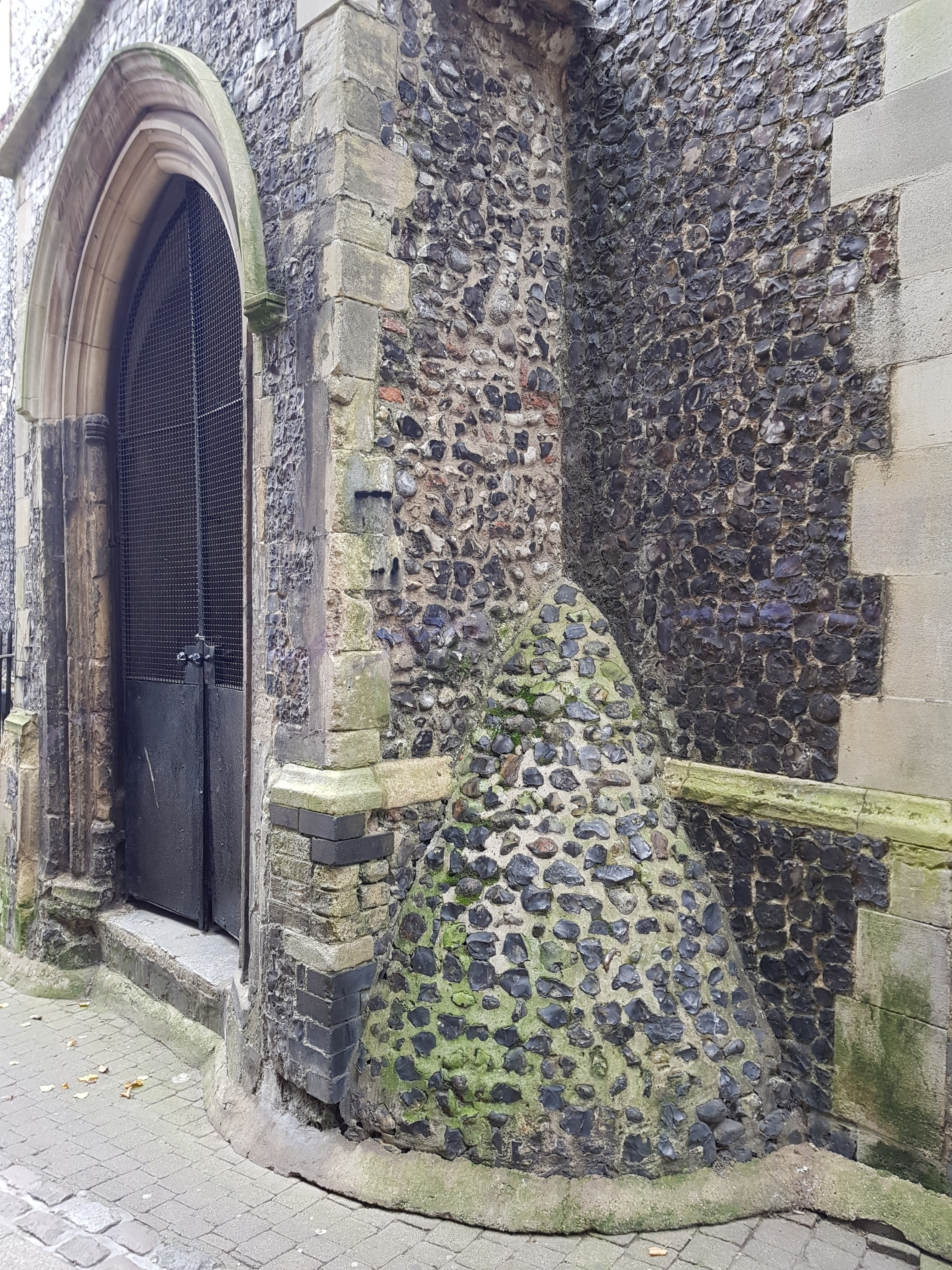
Antiwildplasinstallatie aan St Gregory's Church, Norwich

Een antiwildplasinstallatie of urinedeflector (Engels: Anti urination device or urine deflector) is een vorm van defensieve architectuur die in de 19e eeuw werd bedacht om schade aan gebouwen door wildplassen tegen te gaan.

## Achtergrond
De overvolle en smalle straten van stadscentra en een gebrek aan openbare toiletten leidden er toe dat mannen tegen de zijkant van de gebouwen urineerden. De antiwildplasinstallaties werden gebouwd op plaatsen die problemen ondervonden door het wildplassen en waren bedoeld om het wildplassen te ontmoedigen.

## Opbouw
De meeste constructies werden schuin gebouwd met steen, vuursteen of beton. Ze waren zodanig gevormd dat iedereen die tegen de muur probeerde te plassen ver van de muur zou moeten staan, waardoor men werd ontmoedigend om wild te plassen. De helling was zo gemaakt dat als iemand er nog steeds tegen zou proberen te urineren, de urinestroom op zijn voeten en benen terecht zou komen. Sommige constructies bestonden uit puntige metalen staven die in een hoek werden geplaatst en reikten tot de hoogte van de lies met de bedoeling om mannen ervan te weerhouden in de betreffende hoek hun geslachtsdelen te ontbloten.

## 19e eeuw tot heden
Dergelijke installaties waren gebruikelijk in de straten van Londen in de 19e eeuw. Sommige zijn nog steeds te vinden op plekken als de Bank of England, Fleet Street en het hotel Savoy. Andere steden waar nog steeds oude voorbeelden te zien zijn, zijn Lviv, Norwich en Venetië. In andere steden zoals Wenen en Klosterneuburg werden barrières zoals ijzeren hekken en spikes gebruikt om mensen weg te houden van aantrekkelijke hoeken en gaten.
Duitse steden zoals Hamburg en Keulen zijn pioniers geweest in het gebruik van hydrofobe verf op muren om wildplassers af te schrikken. Deze waterafstotende coating zorgt ervoor dat de stroom in een vergelijkbare hoek terugkaatst en zo de overtreder nat maakt. Andere plaatsen zoals Hackney, Manchester en San Francisco hebben de methode sindsdien geëvalueerd voor specifieke probleemgebieden. De wijk Soho in Londen werd in 2022 op deze manier geschilderd, samen met een volledige afschrikkingsprogramma van de Westminster Council dat ook posters, straf en het aanbieden van meer openbare toiletten omvatte.

## Fotogalerij

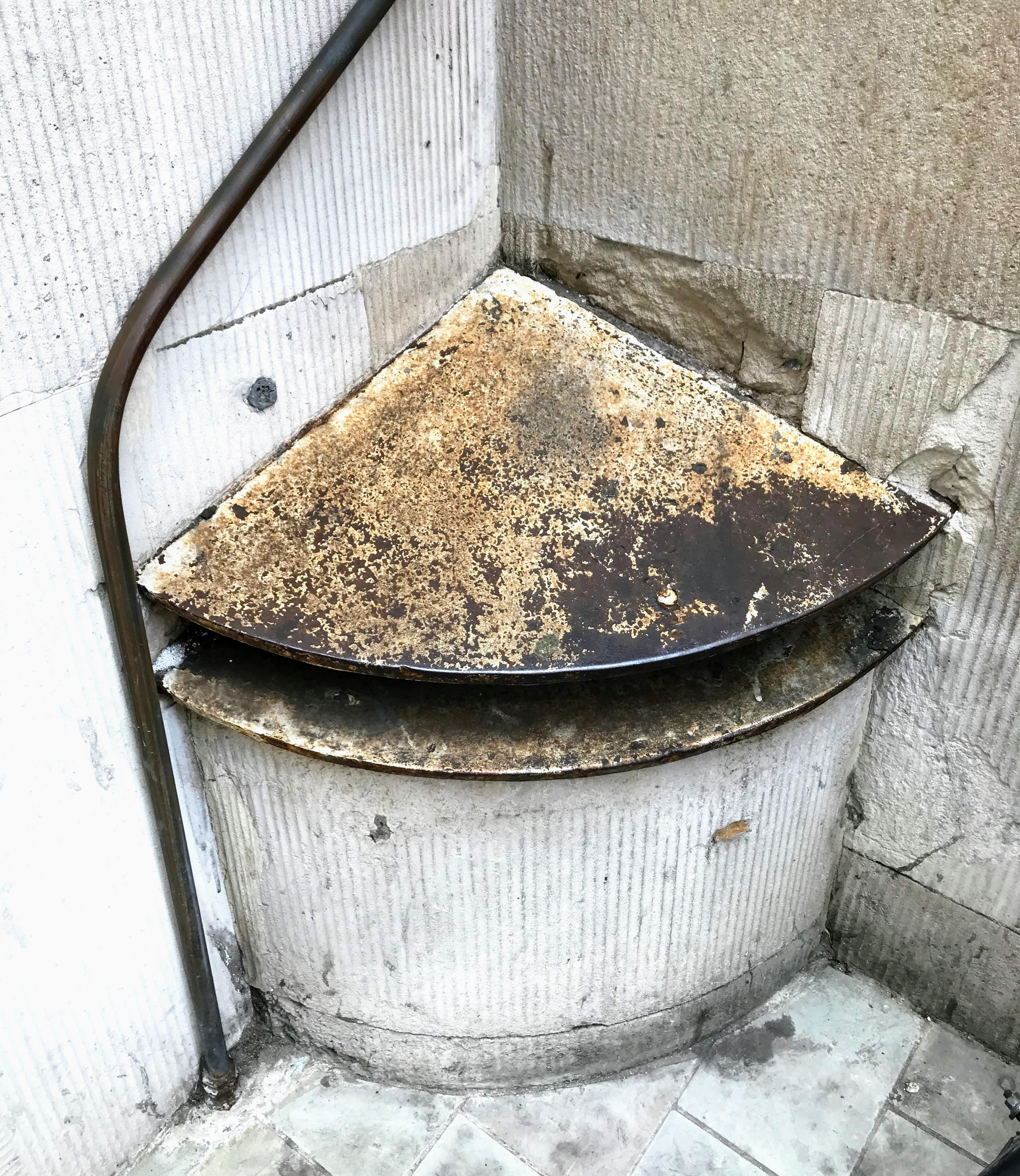
Urinedeflector aan de Bank of England, Londen
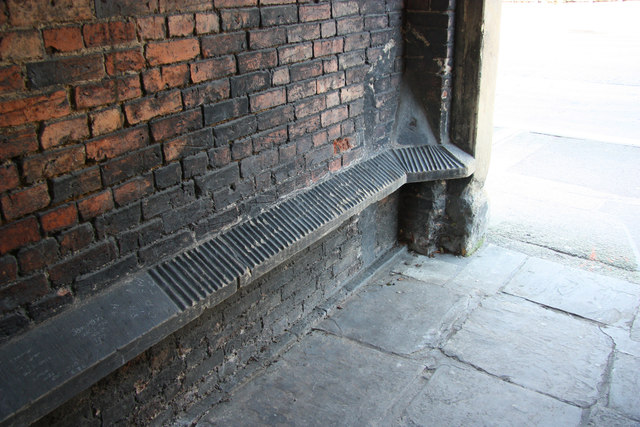
Antiwildplasinstallatie een de koets- en paardenpassage in Newark-on-Trent
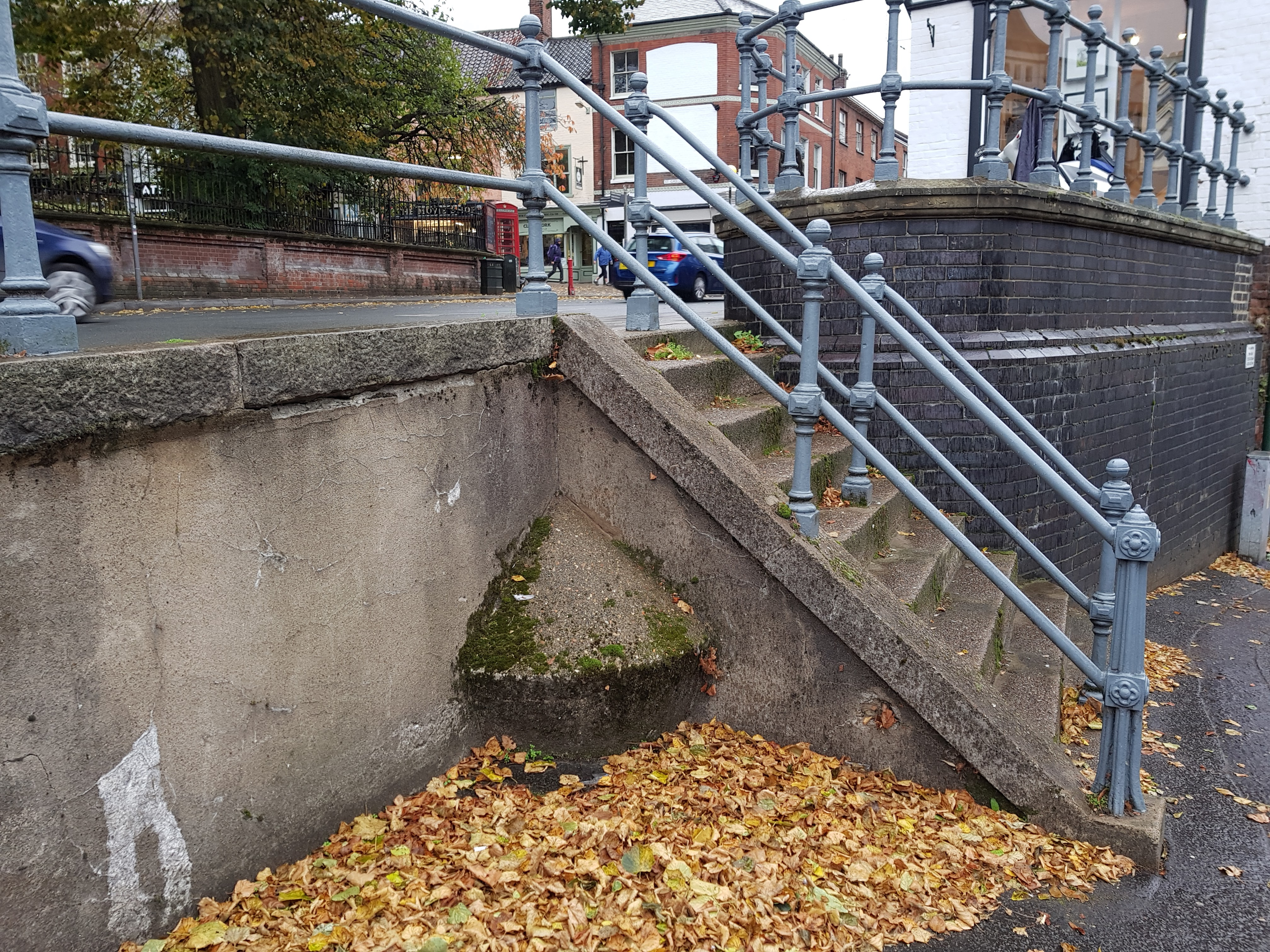
Antiwildplasinstallatie aan trap tussen Westwick Street en St Benedict's Street, Norwich